# Salvador Benedit
Salvador Benedit Eyherabide, padre espiritual de Villa Crespo. Principal promotor de la industria del cuero, la que provocó el surgimiento del barrio.

## Su familia
Este precursor indiscutido del barrio de Villa Crespo-que luego también sería llamado Parroquia San Bernardo-  y pionero en la realización de obras comunitarias, nació en Buenos Aires el 8 de diciembre de 1848. Era hijo de Erlande Arnaud Benedit (nacido el 22 de julio de 1818, en Ayherre, Pirineos Atlánticos, Francia y fallecido en Buenos Aires el 4 de enero de 1895) y de Graciana Eyherabide (nacida en 1819 en Saint-Etienne-de-Baigorry, Pirineos Atlánticos, Francia y fallecida en Buenos Aires el 9 de marzo de 1871). Salvador Benedit es, entonces descendiente de franceses emigrados a la Argentina y más particularmente, de ascendencia bearnesa por parte de los Benedit y vasco francés por parte de su madre y de algunos de sus abuelos paternos.

## Su obra
Cursó sus estudios en el Colegio San José (Buenos Aires). Se especializó en la industria del cuero y para perfeccionarse viajó a Bélgica donde se relacionó con la empresa Wattine & Cie. A su regreso se casó con Catalina Subigaray, nacida en Montevideo, con quien tuvo siete hijos. Mantuvo su vinculación con la empresa Wattine & Cie., ya mencionada, que en 1888 fundó, con Benedit como gerente,  la Fábrica Nacional de Calzado, que estableció en la manzana ubicada entre las actuales calles Padilla, Acevedo, Murillo y Gurruchaga  dando origen al barrio Villa Crespo, . A través de esta fábrica se dio trabajo a miles de obreros. El hecho de que Benedit ocupara el cargo de gerente de la Fábrica Nacional de Calzado fue decisivo en el origen y consolidación de numerosas instituciones barriales. Benedit fue miembro de la Unión Industrial Argentina
Fue el principal impulsor de la construcción de la Iglesia Parroquial de San Bernardo, del Registro Civil de la zona, de la Seccional de Policía, de la Alcaldía y cofundador del periódico El Progreso. Activo político (fue concejal y diputado nacional) e integró el partido Unión Cívica Nacional cuyo jefe era Bartolomé Mitre. Su reconocida generosidad para con los humildes, lo hizo acreedor del cariño y el respeto de sus convecinos. Fue Concejal de la Ciudad, en 1895, y Diputado nacional.
Vivió en el barrio que tanto amaba hasta su muerte, en 1905 cuando ya, según Diego del Pino, el presidente Manuel Quintana le había ofrecido el cargo de Intendente Municipal de la Ciudad de Buenos Aires.
La plazoleta ubicada en la intersección de las Avenidas Warnes y Raúl Scalabrini Ortiz y la calle Murillo lleva su nombre, a solicitud de la Junta Barrial y de Estudios Históricos de Villa Crespo